# Megacraspedus lativalvellus
Megacraspedus lativalvellus is een vlinder uit de familie tastermotten (Gelechiidae). De wetenschappelijke naam is voor het eerst geldig gepubliceerd in 1954 door Amsel.
De soort komt voor in Europa.